# Chalcides polylepis
Chalcides polylepis е вид влечуго от семейство Сцинкови (Scincidae). Видът не е застрашен от изчезване.

## Разпространение и местообитание
Разпространен е в Западна Сахара и Мароко.
Обитава гористи местности, места с песъчлива почва, планини, възвишения, пасища и храсталаци в райони с умерен климат.

## Описание
Популацията на вида е намаляваща.